# Symphonies of Sickness
Symphonies of Sickness – drugi album studyjny brytyjskiej grupy muzycznej Carcass. Wydawnictwo ukazało się 4 listopada 1989 roku nakładem wytwórni muzycznej Earache Records.
Płyta była promowana podczas europejskiej trasy koncertowej Grindcrusher wraz z grupami Bolt Thrower, Morbid Angel oraz Napalm Death.

## Lista utworów
Opracowano na podstawie materiału źródłowego.
Muzyka i słowa: Carcass.
1. "Reek Of Putrefaction" - 04:12
2. "Exhume To Consume" - 03:51
3. "Excoriating Abdominal Emanation" - 04:32
4. "Ruptured In Purulence" - 04:12
5. "Empathological Necroticism" - 05:45
6. "Embryonic Necropsy and Devourment" - 05:14
7. "Swarming Vulgar Mass Of Infected Virulency" - 03:10
8. "Cadaveric Incubator Of Endo Parasites" - 03:25
9. "Slash Dementia" - 03:23
10. "Crepitating Bowel Erosion" - 05:28

## Twórcy
Opracowano na podstawie materiału źródłowego.
| - Jeff Walker - gitara basowa, śpiew - Bill Steer - gitara, śpiew - Ken Owen - perkusja, śpiew - Colin Richardson - produkcja muzyczna, inżynieria dźwięku | - Martin Toher - asystent inżyniera dźwięku - Digby Pearson - producent wykonawczy - Gruesome Graphics - oprawa graifczna - Tom Warner - oprawa graficzna reedycji |

## Wydania
| Rok  | Nr katalogowy | Format                      | Wytwórnia                      | Region            | Źródło |
| ---- | ------------- | --------------------------- | ------------------------------ | ----------------- | ------ |
| 1989 | MOSH 18       | LP, Album                   | Earache Records                | Wielka Brytania   | [ 6 ]  |
| 1989 | MOSH 18 CD    | CD                          | Earache Records                | Wielka Brytania   | [ 6 ]  |
| 1989 | 88561-2017-2  | CD, Comp                    | Earache Records Combat Records | Stany Zjednoczone | [ 6 ]  |
| 1989 | MOSH 18 MC    | Cass, Album                 | Earache Records                | Wielka Brytania   | [ 6 ]  |
| 1989 | MOSH 18       | LP, Album                   | Earache Records                | Wielka Brytania   | [ 6 ]  |
| 1989 | MOSH 18       | LP, Album, Ltd, Red         | Earache Records                | Niemcy            | [ 6 ]  |
| 1990 | MOSH 18 P     | LP, Pic, Ltd, Album         | Earache Records                | Wielka Brytania   | [ 6 ]  |
| 1991 | MOSH 18       | LP, Album, Ltd, RE, Spl     | Earache Records                | Wielka Brytania   | [ 6 ]  |
| 1994 | MOSH 18 CD    | CD, RE                      | Earache Records                | Wielka Brytania   | [ 6 ]  |
| 1995 | MASS 0207     | Cass, Album                 | Metal Mind Records             | Polska            | [ 6 ]  |
| 2003 | MOSH 18 CD    | CD, Album, RE               | Earache Records                | Wielka Brytania   | [ 6 ]  |
| 2008 | MOSH018CDD    | Hybrid, DualDisc, Album, RE | Earache Records                | Wielka Brytania   | [ 6 ]  |